# Microdesmus hildebrandi
Microdesmus hildebrandi är en fiskart som beskrevs av Reid, 1936. Microdesmus hildebrandi ingår i släktet Microdesmus och familjen Microdesmidae. IUCN kategoriserar arten globalt som otillräckligt studerad. Inga underarter finns listade i Catalogue of Life.